# Hyundai Heavy Truck
Der Hyundai Heavy Truck war ein mittelschwerer Lkw, den die Hyundai Motor Company von 1978 bis 1997 produzierte. 1977 begann Hyundai seine langjährige Zusammenarbeit mit Mitsubishi Motors. Bis dahin hatte Hyundai nur Modelle von Ford produziert oder den Vertrieb von Ford-Modellen in Südkorea übernommen. Der Heavy Truck ergänzte die Modellpalette oberhalb der auf der Ford-D-Serie basierenden Hyundai-D-Serie und war ein Badge-Engineering Modell des Mitsubishi Fuso The Great.

## 1. Generation FV3 (90A) 1978–1985
Die im Mai 1978 erstmals vorgestellte Generation entsprach vollständig dem Mitsubishi Fuso Great. Zuerst gelangte ein 10,5-Tonnen-Kipperfahrzeug mit der Antriebsformel 6x4 und ein 11-Tonnen-Fracht-Lkw und Sattelzugmaschine (4x2) in den Handel, mit einem Mitsubishi-Fuso-290-PS-Dieselmotor. Im September 1979 folgten ein 8,5- und 10,75-Tonnen-Fracht-Lkw und SZM. 
Ein leichtes Facelift erfolgte im August 1981. Mit diesem wurden ein 8,5- und 15-Tonnen-Kippfahrzeug ebenso eingeführt wie der (Mitsubishi-Lizenz) Hyundai-8DC9-0A-310-PS-Dieselmotor. Ab August 1982 waren auch verschiedene Spezialfahrzeuge wie Betonmischer, Müllwagen, Tankwagen, Kühlfahrzeug, Kranwagen, Feuerwehrwagen und andere ab Werk erhältlich. Im April 1983 wurden ein 8-Tonnen-Verteiler-Lkw und Kippfahrzeug in die Angebotspalette aufgenommen und im August folgte ein 6x2-Betonmischer.

## 2. Generation FV4 (91A) 1985–1997
Der Modellwechsel beim Mitsubishi Fuso Great brachte im Dezember 1985 auch den Wechsel zur zweiten Generation Heavy Truck. Zum Start waren 8-, 8,5-, 11-, 11,5- und 15-Tonnen-Varianten verfügbar. Der weiter unter Mitsubishi-Fuso-Lizenz gebaute Dieselmotor wurde nun überarbeitet als 8DC9-1A mit nun 320 PS als Antrieb verbaut. Wie gehabt gab es wahlweise 4x2-, 6x2- oder 6x4-Antriebsvarianten und diverse Spezialfahrzeuge.
- Im Oktober 1988 folgte ein 6x4-9,5-Tonnen-Verteiler-Lkw in Niederflur-Bauweise. Ab Dezember 1989 war ein 8×4-20-Tonnen-Kipperfahrzeug erhältlich.
- 1991 erfolgte ein leichtes Facelift mit nun rechteckigen Scheinwerfern. Ab September 1992 gab es eine 12,5-Tonnen-Verteiler-Lkw-Variante.
- Im November 1993 wurde der Mitsubishi-Lizenz-Hyundai-8DC11-355-PS-Dieselmotor für die neuen Varianten 8x4-18-Tonnen-Verteiler-Lkw und SZM sowie 21,5-Tonnen-Kipperfahrzeug eingeführt.
- Eine 10x4 Sattelzugmaschine mit 60 Tonnen wurde im Februar 1994 eingeführt und ab Februar 1995 ein 10x4-Kipperfahrzeug und -Kranfahrzeug.
- Für die schwereren Modelle gab es ab November 1996 einen Daewoo-Heavy-Industries-Dieselmotor mit Turbolader und Ladeluftkühlung, der 410 PS leistete.

Im Oktober 1997 wurde die Produktion eingestellt und der Hyundai Super Truck wurde der Nachfolger.